# Níkel

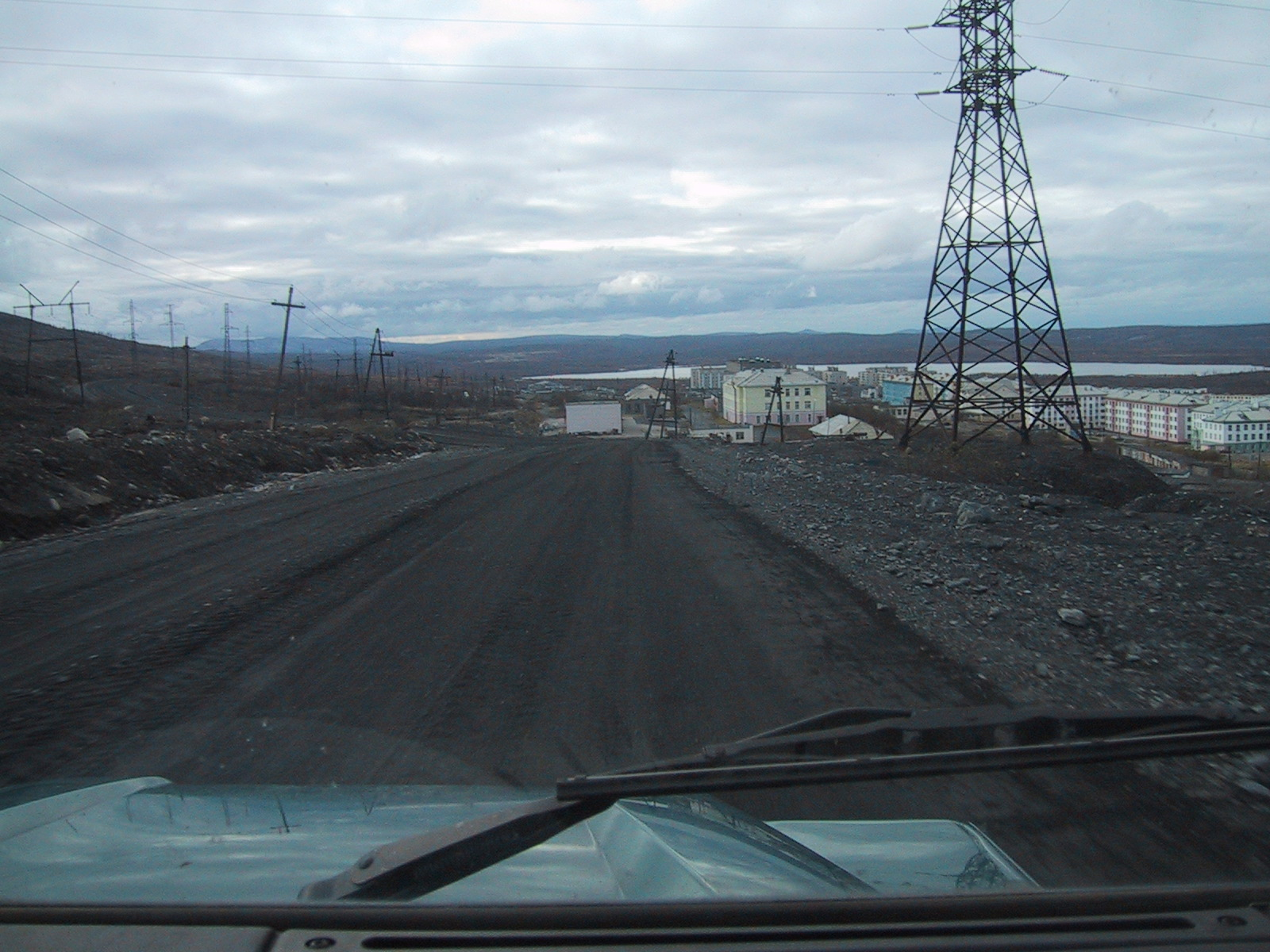
Vista de Níkel

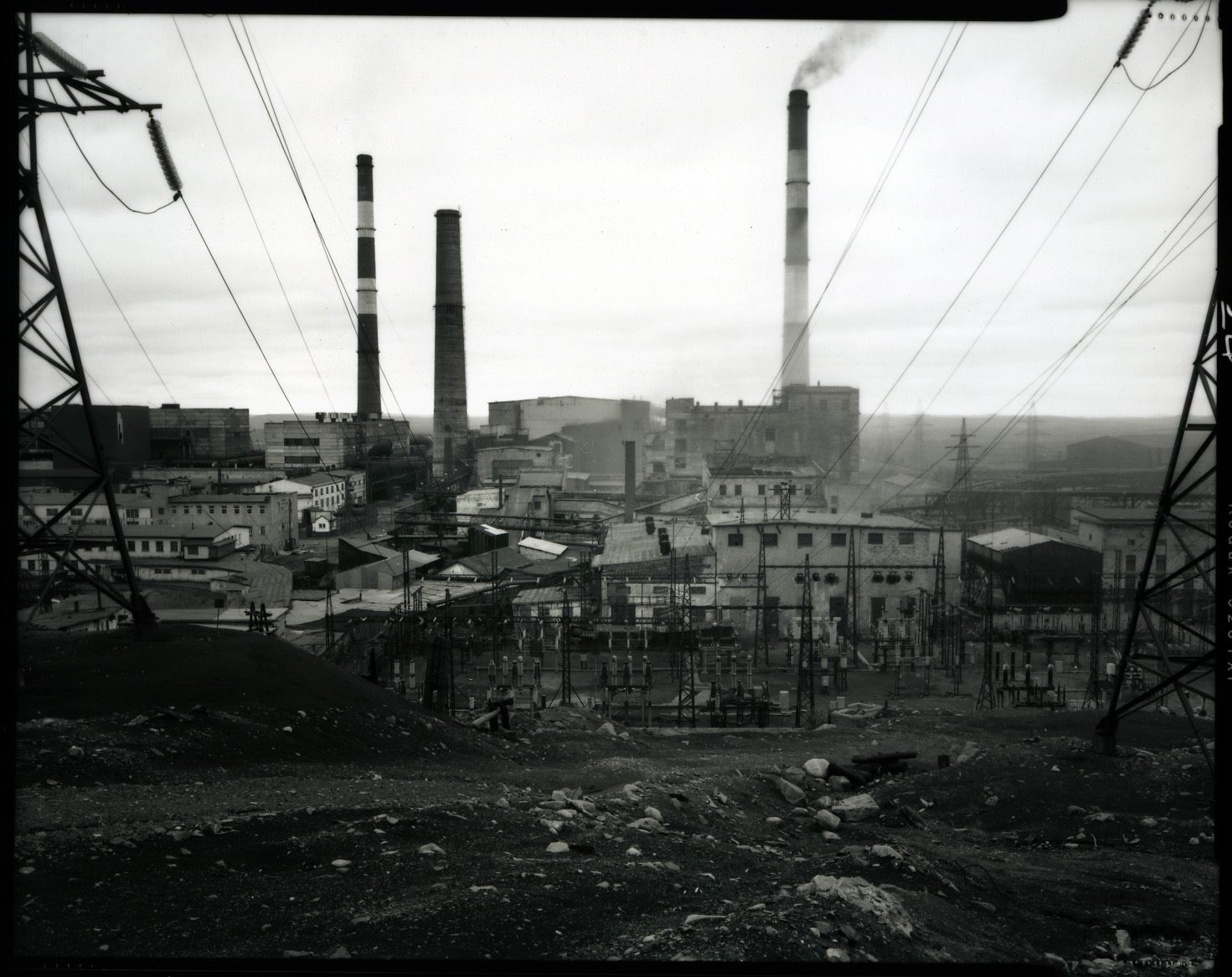
Planta de processat del níquel de Petxenga

Níkel (en rus Никель, literalment 'níquel') és una ciutat (possiólok) de Rússia i centre administratiu del districte de Petxenga dins l'óblast de Múrmansk. Està a la vora del llac Kuets-Yarvi 196 km a l'oest de Múrmansk i a 7 km de la frontera amb Noruega.

## Història
La Unió Soviètica cedí a Finlàndia la zona de Petsamo l'any 1920. En la dècada de 1930 es trobaren dipòsits de níquel i es fundà la societat minera Petsamon Nikkeli Oy mining company. Aviat s'hi construí un ferrocarril i altres infraestructuresentre la ciutat, que aleshores es deia Kolosjoki, i el port de Liinahamari.
Després de la Guerra d'Hivern de 1939–1940, la Unió Soviètica ocupà Petsamo però per l'acord de pau Finlàndia finalment només va cedir a la Unió Soviètica la part finlandesa de la península de Rybachy. L'any 1940, durant la Segona Guerra Mundial, Finlàndia va vendre la mena de níquel principalment a l'Alemanya nazi. Amb la construcció de la central hidroelèctica de Jäniskoski, el 1942, va ser possible fondre el níquel localment. El 1944 l'Exèrcit Roig va ocupar Petsamo i Finlàndia va cedir la zona a la Unió Soviètica per l'Armistici de Moscou de setembre de 1944. Els alemanys van destruir la central hidroelèctrica quan es retiraren. El Presidium del Soviet Suprem va fundar, el 21 de juliol de 1945, el districte de Petxenga amb Níkel com a centre administratiu.

## Problemes de contaminació
Molts dels habitants de Níkel treballen a la planta processadora de níquel propera a la ciutat. La fonedora de níquel contamina amb diòxid de sofre destruint la vegetació i la vida silvestre a uns quants quilòmetres al voltant de la ciutat. També la pluja àcida arriba a fer forats als paraigües dels ciutadans.